# سد ناجامي
سد ناجامي هو سد جاذبية يقع في محافظة شيمانه باليابان. يُستخدم السد لإنتاج الطاقة. تبلغ مساحة مستجمعات المياه في السد 108.1 كيلومتر مربع. يحجز السد عند امتلائه حوالي 6 هكتارات من الأرض، ويمكنه تخزين 359 ألف متر مكعب من المياه. اكتمل بناء السد عام 1961.